# Брашиер (Міссурі)
Брашиер (англ. Brashear) — місто (англ. city) в США, в окрузі Адер штату Міссурі. Населення — 235 осіб (2020).

## Географія
Брашиер розташований за координатами 40°8′54″ пн. ш. 92°22′44″ зх. д. / 40.14833° пн. ш. 92.37889° зх. д. (40.148339, -92.378842).  За даними Бюро перепису населення США в 2010 році місто мало площу 0,91 км², уся площа — суходіл.

## Демографія
Згідно з переписом 2010 року, у місті мешкали 273 особи в 120 домогосподарствах у складі 71 родини. Густота населення становила 301 особа/км².  Було 133 помешкання (147/км²).
Расовий склад населення:
| - 95,6 % — білих - 0,7 % — азіатів - 0,4 % — корінних американців |

До двох чи більше рас належало 3,3 %. Частка іспаномовних становила 0,0 % від усіх жителів.
За віковим діапазоном населення розподілялося таким чином: 26,4 % — особи молодші 18 років, 61,9 % — особи у віці 18—64 років, 11,7 % — особи у віці 65 років та старші. Медіана віку мешканця становила 37,5 року. На 100 осіб жіночої статі у місті припадало 92,3 чоловіків;  на 100 жінок у віці від 18 років та старших — 81,1 чоловіків також старших 18 років.
Середній дохід на одне домашнє господарство  становив 36 135 доларів США (медіана — 28 854), а середній дохід на одну сім'ю — 45 575 доларів (медіана — 31 875). За межею бідності перебувало 19,0 % осіб, у тому числі 9,1 % дітей у віці до 18 років та 3,2 % осіб у віці 65 років та старших.
Цивільне працевлаштоване населення становило 111 осіб. Основні галузі зайнятості: освіта, охорона здоров'я та соціальна допомога — 27,9 %, роздрібна торгівля — 11,7 %, виробництво — 8,1 %, публічна адміністрація — 7,2 %.